# Gloet (Gladhammars socken, Småland)
Gloet är i huvudsak en mindre våtmark, med en liten sjö i Västerviks kommun i Småland och ingår i Storån-Botorpsströmmens kustområde.